# Xanthopimpla conica
Xanthopimpla conica là một loài tò vò trong họ Ichneumonidae.